# Giuseppe Giovanni Guarneri
Giuseppe Giovanni Battista Guarneri (Joseph Guarnerius filius Andreae; * 25. November 1666 in Cremona; † 1739 ebenda) war ein italienischer Geigenbauer.
Giuseppe Giovanni Guarneri war der zweite Sohn des Begründers der Geigenbauerfamilie Guarneri, Andrea Guarneri. In den 1690er Jahren baute er in der Werkstatt seines Vaters mehrere hochwertige Celli. Nach dem Tod des Vaters 1698 übernahm er den Familienbetrieb. Nach 1700 entstanden unter seiner Leitung Violinen, deren Qualität unter dem Einfluss seines Bruders Pietro Guarneri I noch eine deutliche Steigerung erfuhr. Ab etwa 1715 wurde er bei seiner Arbeit von seinen Söhnen Pietro Guarneri II  und Bartolomeo Giuseppe Guarneri unterstützt. Letzterer wurde unter dem Namen Joseph Guarnerius del Gesù (Giuseppe del Gesù) der berühmteste Geigenbauer der Familie. Bei den besonders hochwertigen Instrumenten, die zwischen 1715 und 1720 entstanden, ist nicht klar, ob es sich um späte Werke Giuseppe Giovanni Guarneri oder frühe seines Sohnes handelt. Obwohl Guarneri die Werkstatt in Cremona noch fast zwanzig Jahre leitete, sind ab 1720 keine Instrumente aus seiner Hand erhalten.